# Anomalocaris
Anomalocaris (von lat. anōmalus und cāris „ungewöhnliche Garnele“) ist eine Gattung der Anomalocarida, eine Gruppe ausgestorbener, mariner, wirbelloser Tiere ohne feste systematische Einordnung, die den Gliederfüßern (Arthropoda) möglicherweise nahestehen. Anomalocaris war in der Zeit des frühen und mittleren Kambriums (vor 530 bis 501 Millionen Jahren) mit einer Länge zwischen 60 und 120 Zentimetern das größte Tier, das aus jener Zeit bekannt ist.

## Körpermerkmale
Anomalocaris schwamm im Wasser und benutzte bewegliche lappenähnliche Fortsätze am Körper, um sich fortzubewegen. Sein Kopf besaß ein Paar bis zu 3 cm große, vielleicht miteinander verbundene, lange Stielaugen. Diese konnten aus mehreren hundert oder sogar aus mehreren tausend Linsen bestehen und hatten in ihrem Aufbau Ähnlichkeit mit den Facettenaugen der heutigen Insekten und Krebse. Damit gehörten sie zu den größten und schärfsten je existierenden Sehorganen.

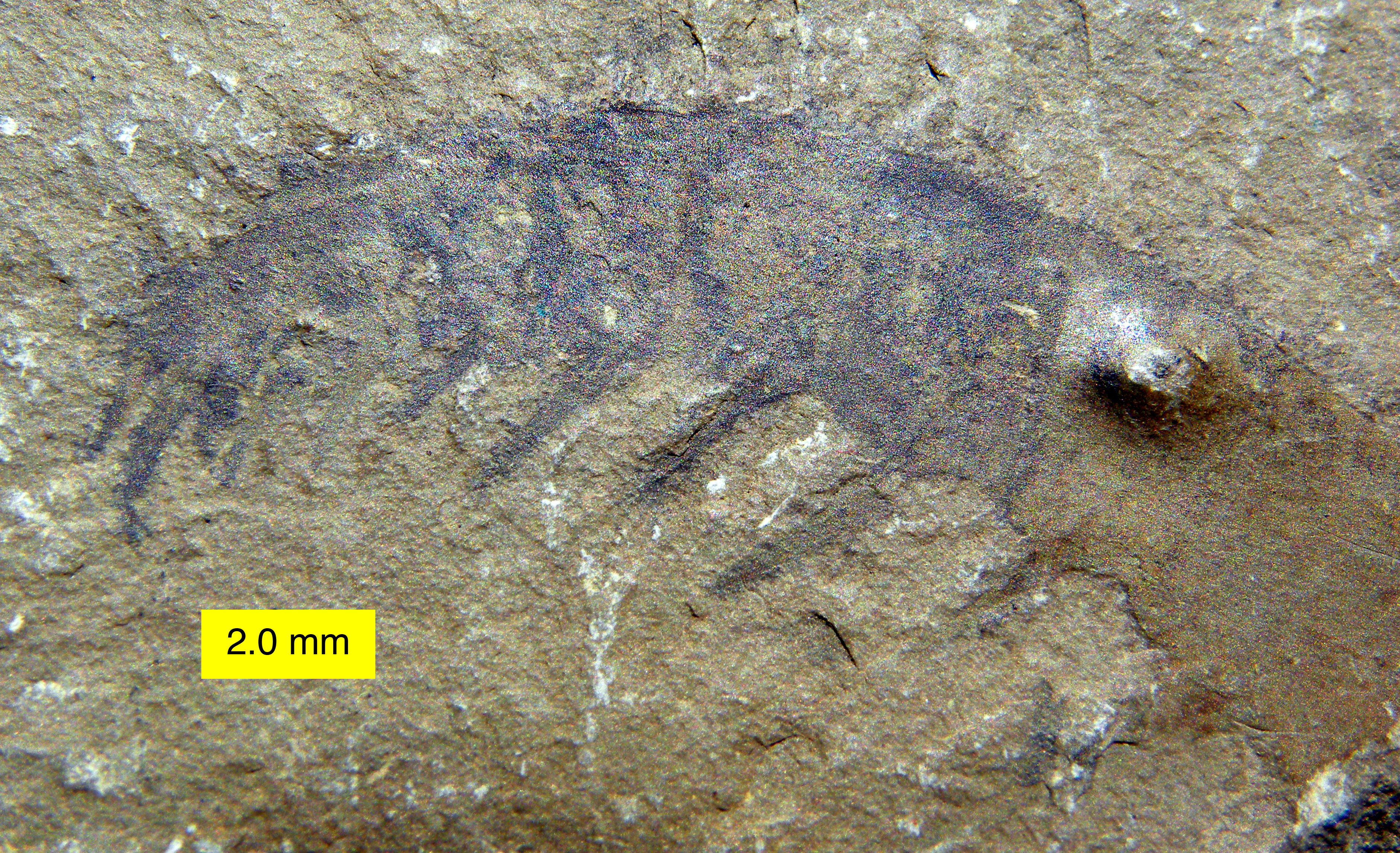
Greifer von Anomalocaris

Mit zwei außergewöhnlich beweglichen Greifern an der scheibenförmigen Mundöffnung war Anomalocaris vermutlich in der Lage, Beute zu packen und zum Mund zu befördern. Neueste Forschungen legen allerdings den Schluss nahe, dass das Maul der Art Anomalocaris canadensis nicht für den Verzehr von harter Nahrung geeignet war, da es keine Zähne, sondern lediglich weiche Hornplatten aufwies. Zudem ließ das Maul sich nicht schließen, was darauf hindeutet, dass Anomalocaris canadensis unter Umständen seine Nahrung nur einsaugte. Die bislang häufig Anomalocaris zugeordneten Bissspuren an Trilobitenfossilien müssen somit auf andere Jäger des Kambriums zurückgeführt werden. Anomalocaris jagte mit seinen nach vorne gerichteten Greifern wahrscheinlich weiche Beutetiere in der offenen Freiwasserzone.

## Rekonstruktion und verwandte Gattungen

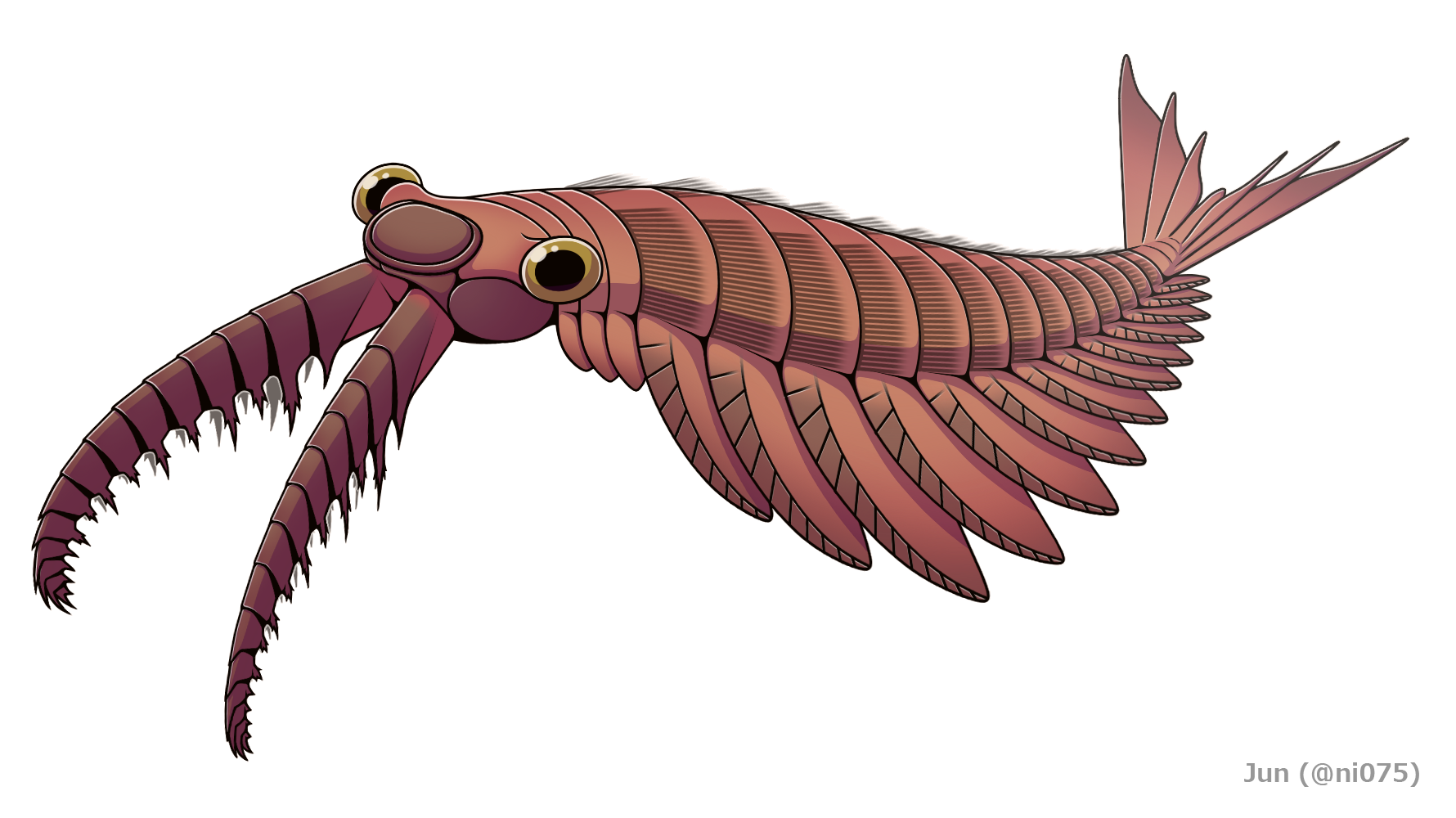
Anomalocaris

Anomalocaris wurde in der Vergangenheit mehrfach falsch klassifiziert. So wurden isolierte Fossilfunde des kreisrunden Mundes für eine Qualle gehalten und Peytoia genannt. Den Körper hielt man für einen Schwamm und gab ihm den Namen Laggania. Ebenso wurden die Greifer als eine Arthropodengattung beschrieben. Letztendlich konnte jedoch das Tier Anomalocaris genauer rekonstruiert werden. Nach weiteren Fossilfunden im Burgess-Schiefer wurde das Bild des Tieres klarer, später entdeckte man mit Anomalocaris saron in China eine weitere Art, neben dem amerikanischen Anomalocaris canadensis. Ebenso wurden weitere verwandte Gattungen beschrieben, darunter beispielsweise Amplectobelua, auch ein chinesischer Anomalocaride. Als weiterer Vertreter der Anomalocariden sei hier auf Schinderhannes bartelsi verwiesen – insbesondere weil dieser etwa 100 Millionen Jahre später im unteren Devon lebte und damit die erdgeschichtliche Lebenszeit dieser Gruppe erheblich ausdehnt.

## Systematik
Wegen zahlreicher spezifischer Merkmale steht immer noch nicht fest, wo die Anomalocariden, die mittlerweile eine eigene Familie bilden, in die Systematik der wirbellosen Tiere einzuordnen sind. Es wurde eine Ordnung, die Radiodonta, erstellt, in der man versucht, die Anomalocariden und ihre Verwandten, beispielsweise Opabinia, unterzubringen; in einen Stamm oder gar eine Klasse sind sie konkret jedoch noch nicht einzuordnen.
Ein Lösungsvorschlag dafür war die Gründung der Klasse Dinocaridida, welche der Radiodonta übergeordnet ist. Jedoch wird dies meist nur als ein noch nicht geltender Ansatz betrachtet. Möglicherweise bilden sie einen Seitenzweig der Arthropoden, der sich bereits zu Beginn des frühen Kambriums abspaltete und spezialisierte.